# Trégonneau
Trégonneau (bret. Tregonev) – miejscowość i gmina we Francji, w regionie Bretania, w departamencie Côtes-d’Armor.
Według danych na rok 1990 gminę zamieszkiwały 363 osoby, a gęstość zaludnienia wynosiła 57 osób/km² (wśród 1269 gmin Bretanii Trégonneau plasuje się na 909. miejscu pod względem liczby ludności, natomiast pod względem powierzchni na miejscu 971.).